# Gilles Veissière
Gilles Veissière (ur. 18 września 1959 w Nicei) - były francuski sędzia piłkarski. Uczestnik Mistrzostw Świata oraz Mistrzostw Europy. 

## Kariera
Gilles Veissière swoją sędziowską karierę rozpoczął w roku 1998. Wystąpił na Mistrzostwach Świata oraz 2-krotnie na Mistrzostwach Europy. Na wszystkich tych imprezach prowadził po 2 spotkania, oba w rundzie grupowej. Najczęściej kojarzy jest z Mistrzostwami Świata 2002, na których był arbitrem podczas meczów Argentyny z Nigerią oraz Tunezji z Japonią. Był także w gronie sędziów na Euro 2000, gdzie prowadził spotkania Rumunii z Portugalią i Jugosławii z Hiszpanią. Pojechał również do Portugalii, gdzie w 2004 rozgrywane były Mistrzostwa Europy. Sędziował tam pojedynki Rosji przeciwko Grecji oraz Czech przeciwko Łotwie. Veissière podczas swojej kariery sędziował także w innych rozgrywkach, między innymi w Champions League oraz Pucharze UEFA. Z piłką nożną pożegnał się w 2005 roku.